# Tom Vilsack
Thomas James (Tom) Vilsack (Pittsburgh (Pennsylvania), 13 december 1950) is een Amerikaans jurist en politicus van de Democratische Partij. Sinds 24 februari 2021 is hij minister van Landbouw in het kabinet-Biden, een functie die hij van 2009 tot 2017 al vervulde in het kabinet-Obama. Eerder was Vilsack burgemeester van Mount Pleasant in Iowa van 1987 tot 1992, lid van de Senaat van Iowa van 1993 tot 1999 en gouverneur van Iowa van 1999 tot 2007.

## Vroege leven
Vilsack werd bij zijn geboorte te vondeling gelegd. Hij werd in een rooms-katholiek weeshuis geplaatst en in 1951 geadopteerd door Bud en Dolly Vilsack. Hij behaalde in 1972 een bachelor aan Hamilton College in New York. In 1975 behaalde Vilsack zijn Juris Doctor aan Albany Law School. Daarna verhuisde hij naar Mount Pleasant in Iowa.

## Politieke carrière
Zijn politieke carrière begon toen hij in 1987 burgemeester werd van Mount Pleasant, nadat de vorige burgemeester Edward King door een ontevreden burger was vermoord. In 1992 werd hij gekozen in de Senaat van Iowa. In de Senaat wilde hij dat bedrijven die belastingvoordelen van de staat ontvingen een beter salaris en betere arbeidsvoorwaarden aan hun werknemers zouden overleggen.

### Gouverneur van Iowa
De zittende gouverneur Terry Branstad kondigde in 1998 aan dat hij zich na zestien jaar niet meer verkiesbaar zou stellen. Vilsack stelde zich kandidaat en in de Democratische voorverkiezingen versloeg hij Mark McCormick, die voorheen rechter was in het Hooggerechtshof van de staat Iowa. Bij de algemene verkiezingen versloeg hij de Republikein Jim Ross Lightfoot, een voormalig Afgevaardigde. Hij was de eerste Democratische gouverneur in 30 jaar. In 2002 werd hij herkozen.
Als gouverneur riep Vilsack een fonds in het leven met een omvang van een half miljard dollar. Dit geld werd gebruikt om bedrijven ertoe aan te zetten meer banen te creëren voor hoogopgeleiden. In juli 2005 tekende de gouverneur een wet waardoor veroordeelde criminelen nadat zij hun straf hadden uitgezeten weer mochten stemmen. Ook ondertekende hij een wet waardoor het lastiger werd om zomaar medicijnen te krijgen die het ingrediënt pseudo-efedrine bevatten. Dit was om het grote methamfetaminegebruik in de staat terug te dringen. Diegenen die dit product wilden kopen moesten zich voortaan identificeren en werden geregistreerd.
In aanloop naar de gouverneursverkiezingen in 2007 maakte Vilsack zijn aftreden bekend. Hij werd opgevolgd door de Democraat Chet Culver. Op 30 november 2006 maakte hij zijn kandidatuur bekend voor het presidentschap van de Verenigde Staten.
Op 30 november 2006 kondigde hij formeel zijn kandidatuur aan voor de Democratische nominatie bij de Amerikaanse presidentsverkiezingen 2008. Op 23 februari 2007 kondigde Vilsack echter aan zich terug te trekken vanwege een gebrek aan financiën voor zijn campagne. Hij betuigde zijn steun aan de kandidatuur van Hillary Clinton en nog later aan die van Barack Obama.

### Minister van Landbouw in het kabinet-Obama
De nieuw gekozen president Barack Obama kondigde op 17 december 2008 aan dat hij Vilsack zou voordragen als de nieuwe minister van Landbouw. Dit was mede te danken aan het feit dat Iowa een staat met veel landbouw is. De Senaat ging op 20 januari unaniem akkoord met de voordracht.
In juli 2010 moest Vilsack zijn excuses aanbieden aan Shirley Sherrod. Zij was kort daarvoor ontslagen bij het ministerie van Landbouw, doordat een conservatieve blogger een gedeelte van een oude video plaatste. In dit fragment zei Sherrod dat ze blanke boeren in de staat Georgia niet zo actief had bijgestaan als ze misschien wel had moeten doen. Het verhaal werd door andere media overgenomen en Sherrod werd veroordeeld door de zwarte burgerrechtengroep NAACP. Toen andere media zich in het verhaal verdiepten bleek dat de boodschap van Sherrod juist was dat kleur juist geen rol zou moeten spelen en dat haar uitspraken uit de context waren gehaald. Vilsack bood haar een nieuwe baan aan die zij weigerde. Het incident legde volgens critici bloot hoe krampachtig de regering van Obama omging met het onderwerp racisme.
Hij bleef in functie tot 13 januari 2017 en werd opgevolgd door Sonny Perdue, gouverneur van Georgia van 2003 tot 2011. Van 1 februari 2017 tot 24 februari 2021 was Vilsack directeur van de United States Dairy Export Council.

### Minister van Landbouw in het kabinet-Biden
Tijdens de Democratische presidentiële voorverkiezingen van 2020 sprak Vilsack zijn steun uit voor Joe Biden. Als president-elect maakte deze op 10 december 2020 bekend Vilsack voor te zullen dragen als minister van Landbouw. Vilsack werd op 24 februari 2021 beëdigd.
- CiNii: DA16399000
- Gemeinsame Normdatei: 1183954336
- International Standard Name Identifier: 0000 0000 5053 8424
- Library of Congress Control Number: no2008137977
- Nationale Bibliotheek van Israël: 987007339059705171
- SNAC: w6m33n7k
- Système universitaire de documentation: 231203497
- Virtual International Authority File: 9668113
- WorldCat: E39PBJhCDgJBv4pvcrGDBtbfMP